# هاس ثومسن
هاس ثومسن (بالسويدية: Hasse Thomsén)‏ (27 فبراير 1942 – 26 أبريل 2004) هو ملاكم سويدي راحل، مثّل بلاده في الألعاب الأولمبية الصيفية 1972 وحقق الميدالية البرونزية في فئة الوزن الثقيل.

## روابط خارجية
هاس ثومسن على موقع بوكس ريك (الإنجليزية) (registration required)
- هاس ثومسن على موقع أوليمبيديا (الإنجليزية)
- هاس ثومسن على موقع اللجنة الأولمبية السويدية (السويدية)